# 創成科学研究科
創成科学研究科(そうせいかがくけんきゅうか 英語 : The Graduate School of Sciences and Technology for Innovation )は、山口大学および徳島大学大学院に設置されている研究科である。

## 概要
理学部・工学部・農学部系を統合し、各分野における教育研究の特色や強みを活かし、イノベーション創出に貢献できる理工系人材を一体的に養成すると共に、医工学及び生命科学等の教育研究を目的とする。

## 創成科学研究科に類する研究科を持つ日本の大学
- 東京大学大学院新領域創成科学研究科
- 奈良先端科学技術大学院大学物質創成科学領域
- お茶の水女子大学大学院人間文化創成科学研究科
- 弘前大学大学院地域共創科学研究科
- 宇都宮大学大学院地域創生科学研究科
- 鳥取大学大学院持続性社会創生科学研究科